# Parelgras-beukenbos
Het parelgras-beukenbos (Melico-Fagetum) is een associatie uit het beuken-verbond (Fagion sylvaticae). De associatie is een bosplantengemeenschap die voorkomt op voedselrijke, kalkhoudende lemige bodems, en gekenmerkt wordt door de dominantie van beuk en een zeer diverse voorjaarsflora.

## Naamgeving en codering
| Hordelymo-Fagetum Kuhn 1937 |

- Frans: Hêtraie à Mélique
- Duits: Perlgras-Buchenwald
- EUNIS 2007-code: G1.63: Medio-European neutrophile beech forests
- Natura2000-habitattypecode (EU-code): H9130
- BWK-karteringscode: fm

De wetenschappelijke naam Melico-Fagetum is afgeleid van de botanische namen van twee belangrijke soorten binnen deze klasse, het eenbloemig parelgras (Melica uniflora) en de beuk (Fagus sylvatica).

## Fysiognmomie
Het parelgras-beukenbos is een hoog opgaand loofbos. De struiklaag is matig ontwikkeld, met een groot aandeel van hazelaar. De kruidlaag kan bijzonder soortenrijk zijn en telt vooral veel voorjaarsbloeiers, terwijl de moslaag minder opvallend aanwezig is.

## Ecologie
Het parelgras-beukenbos omvat oude, zeer structuur- en soortenrijke bossen, kenmerkend voor droge tot matig natte stenige en kalkhoudende leembodems, met een pH-neutrale bodem en een goed verteerbare, sterk gemineraliseerde humuslaag.

## Verspreiding
Het parelgras-beukenbos heeft een Centraal-Europees verspreidingsgebied.
In Nederland komt het niet voor. In Vlaanderen komt het fragmentarisch voor in de Voerstreek, de Vlaamse Ardennen, het Hallerbos en het Park van Tervuren in de regio Brussel.

## Diagnostische taxa voor Vlaanderen

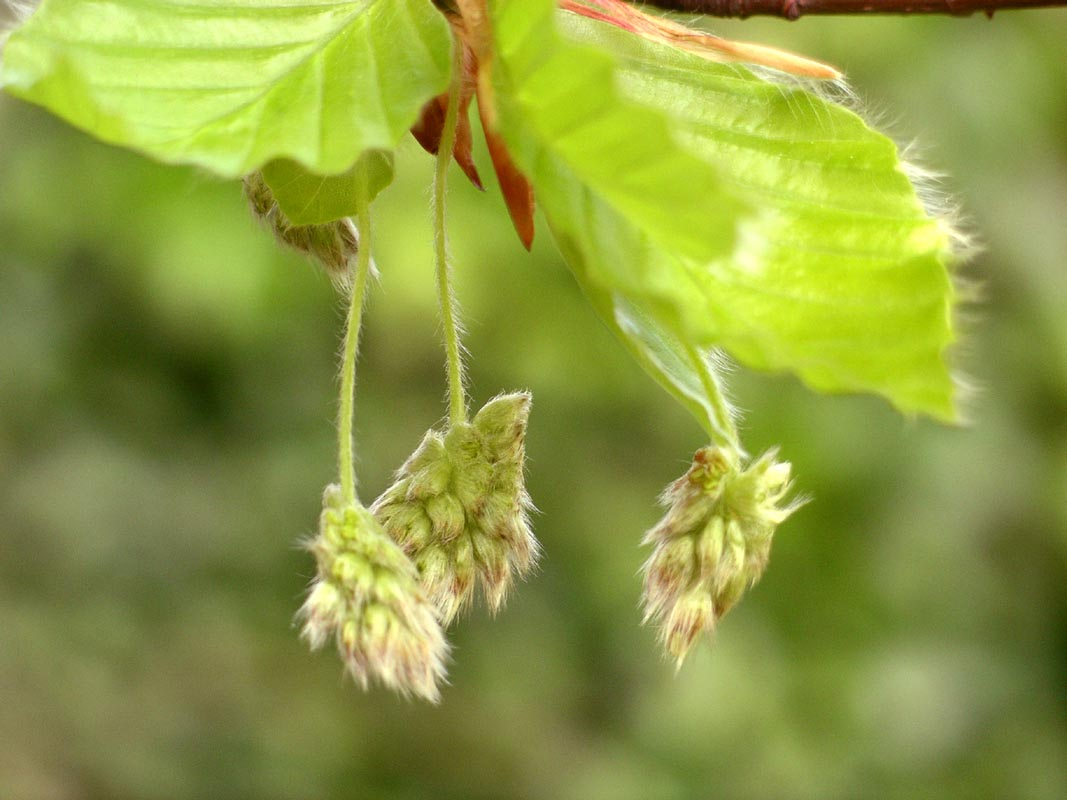
Beuk

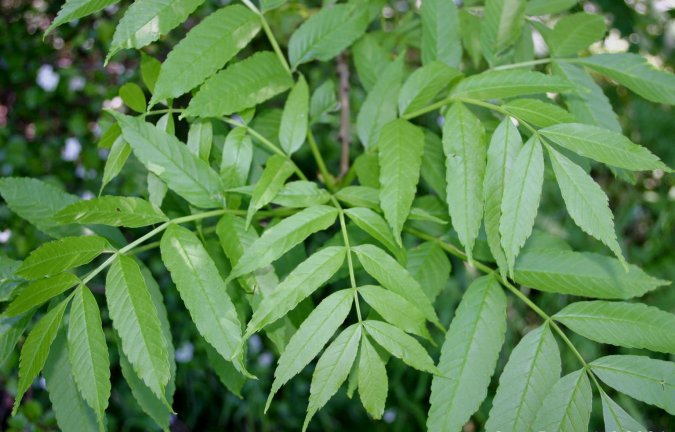
Gewone es

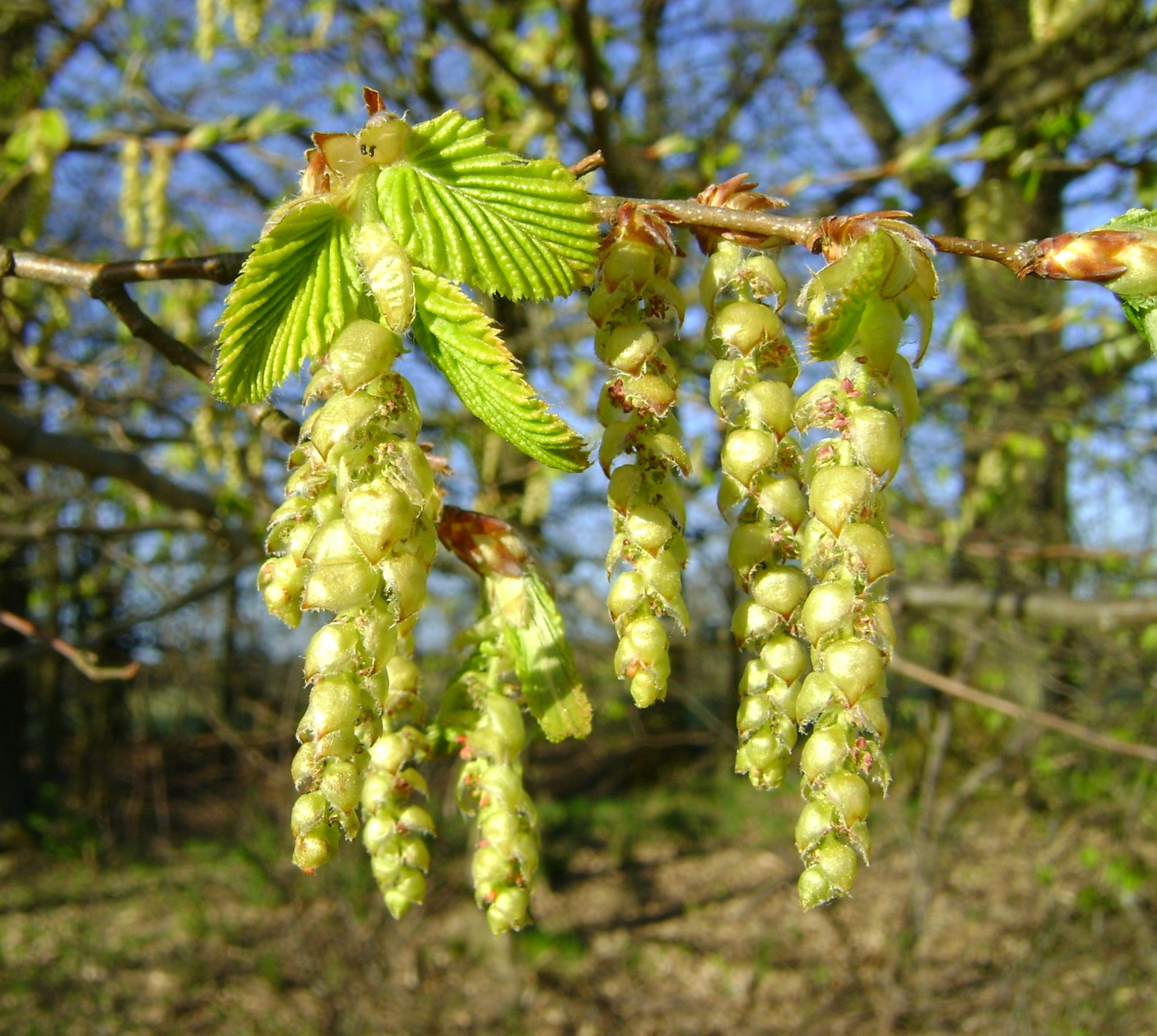
Haagbeuk

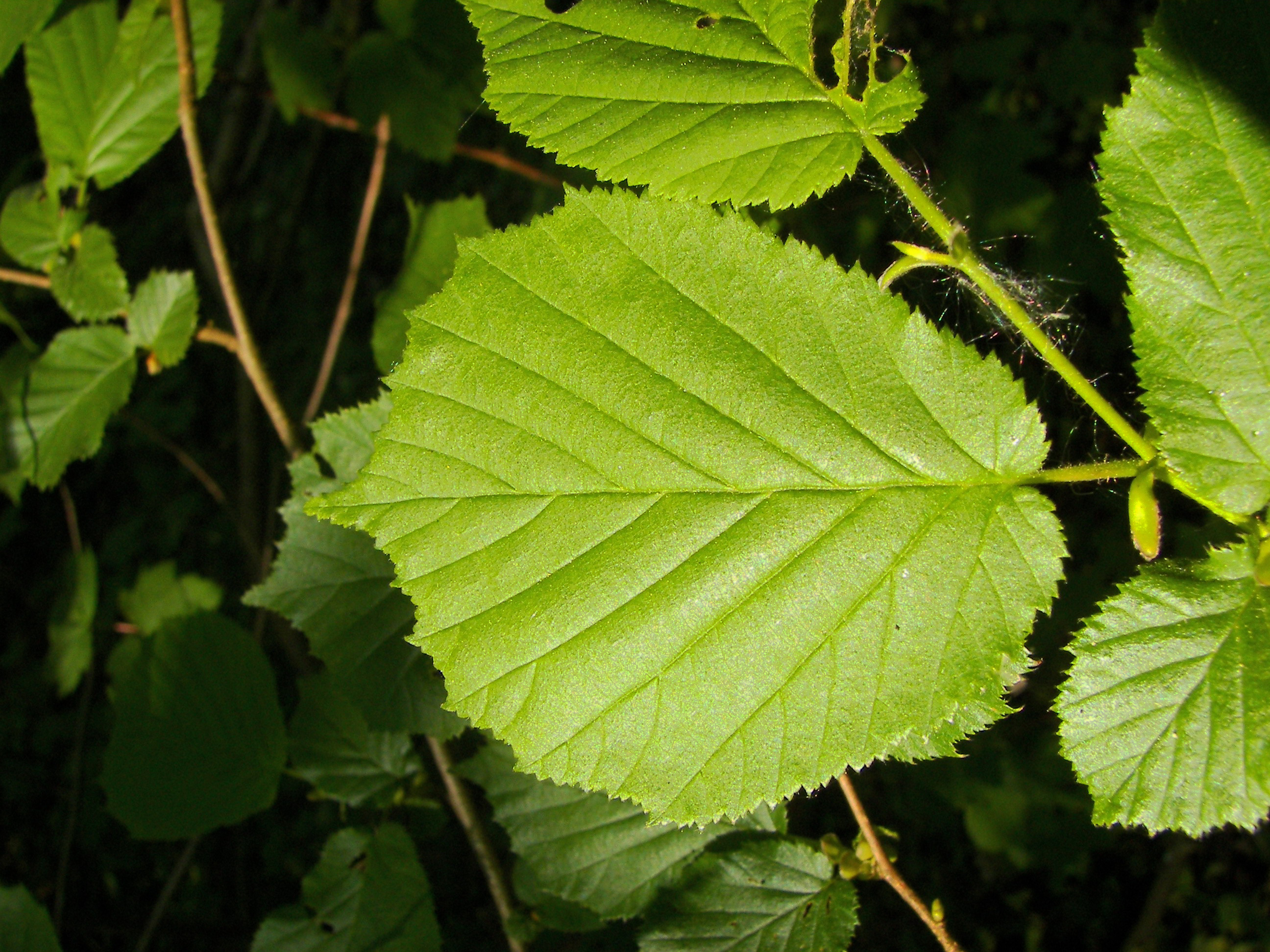
Hazelaar

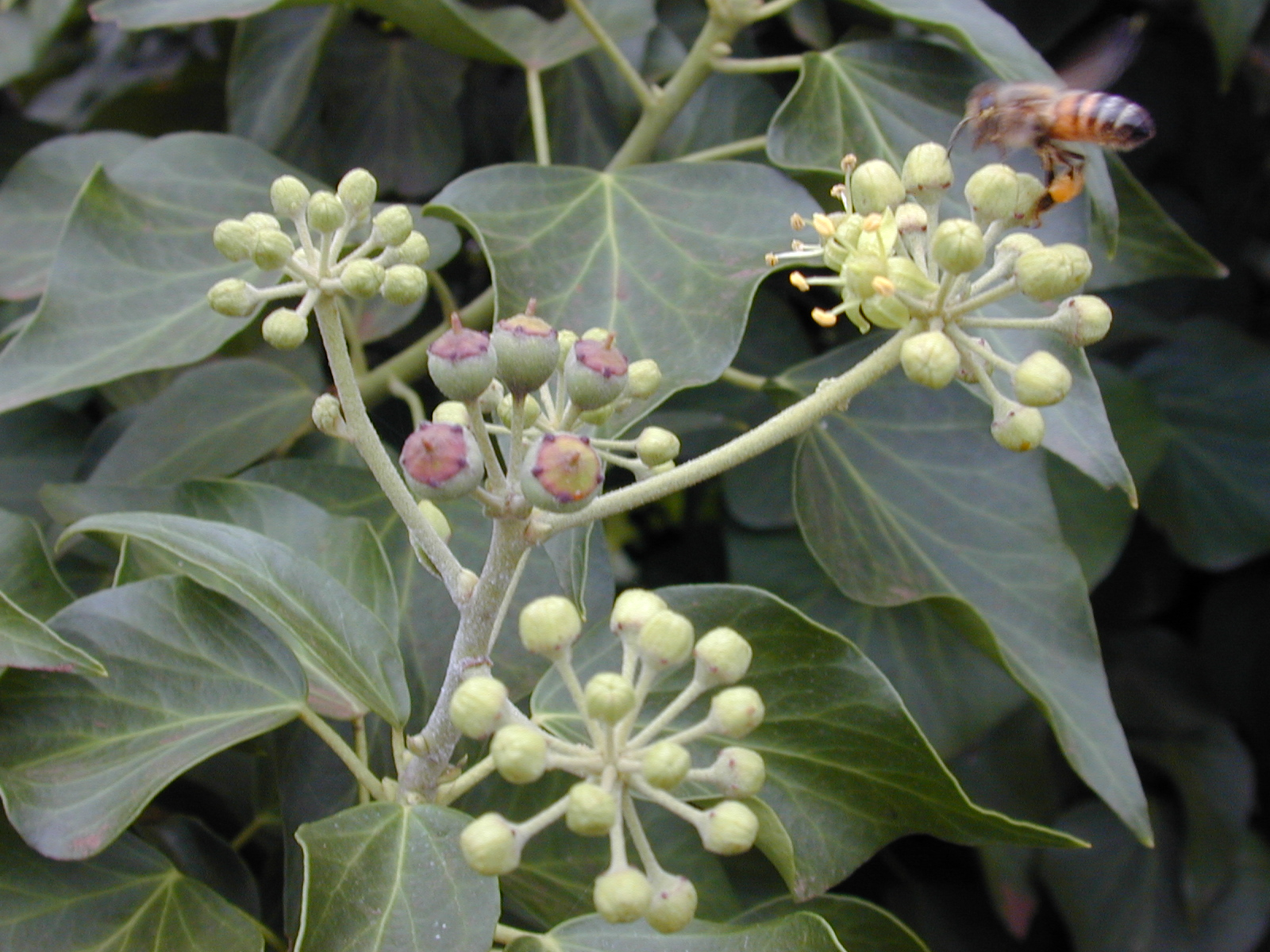
Klimop

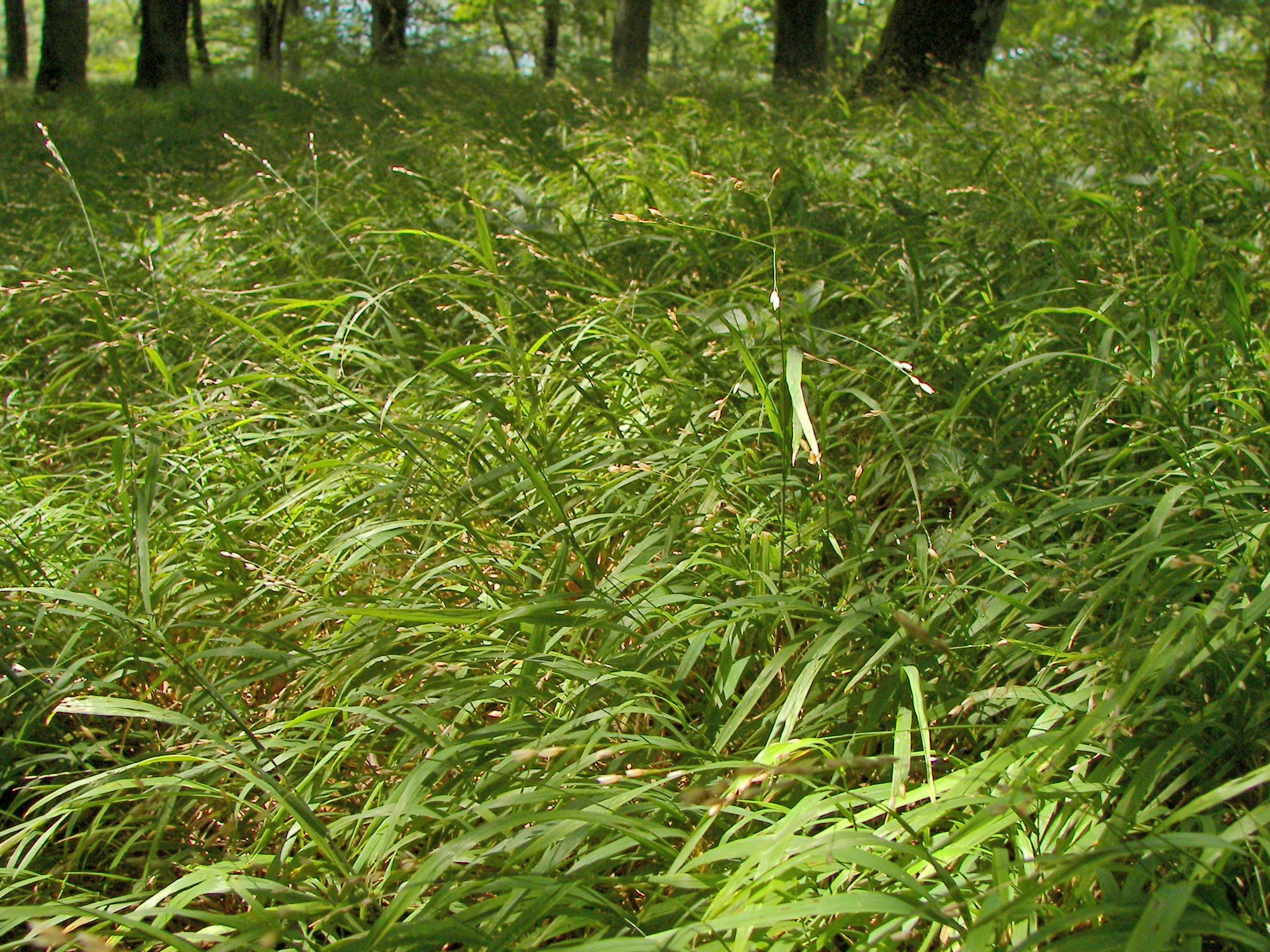
Eenbloemig parelgras

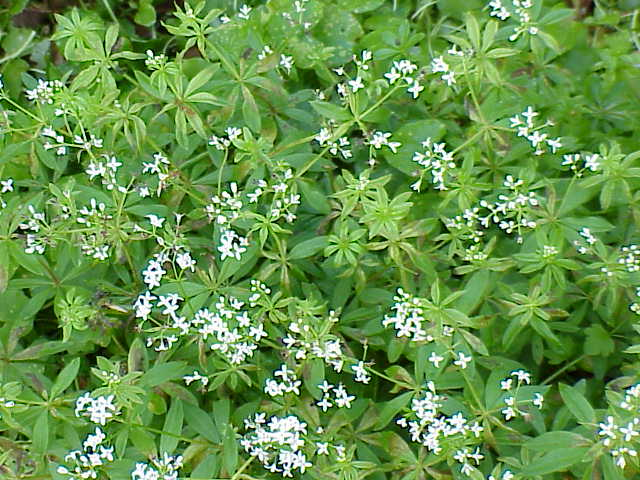
Lievevrouwebedsto

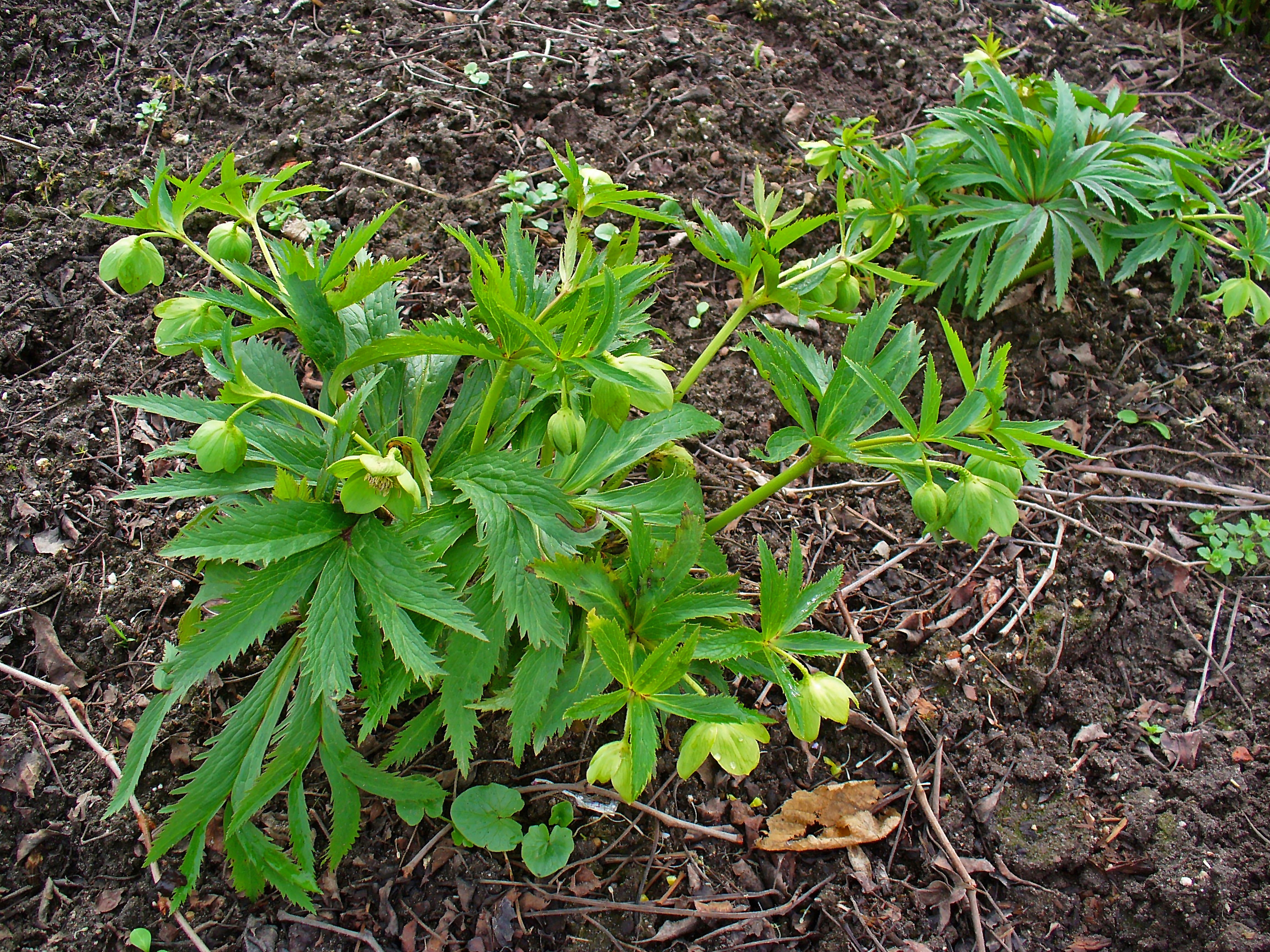
Wrangwortel

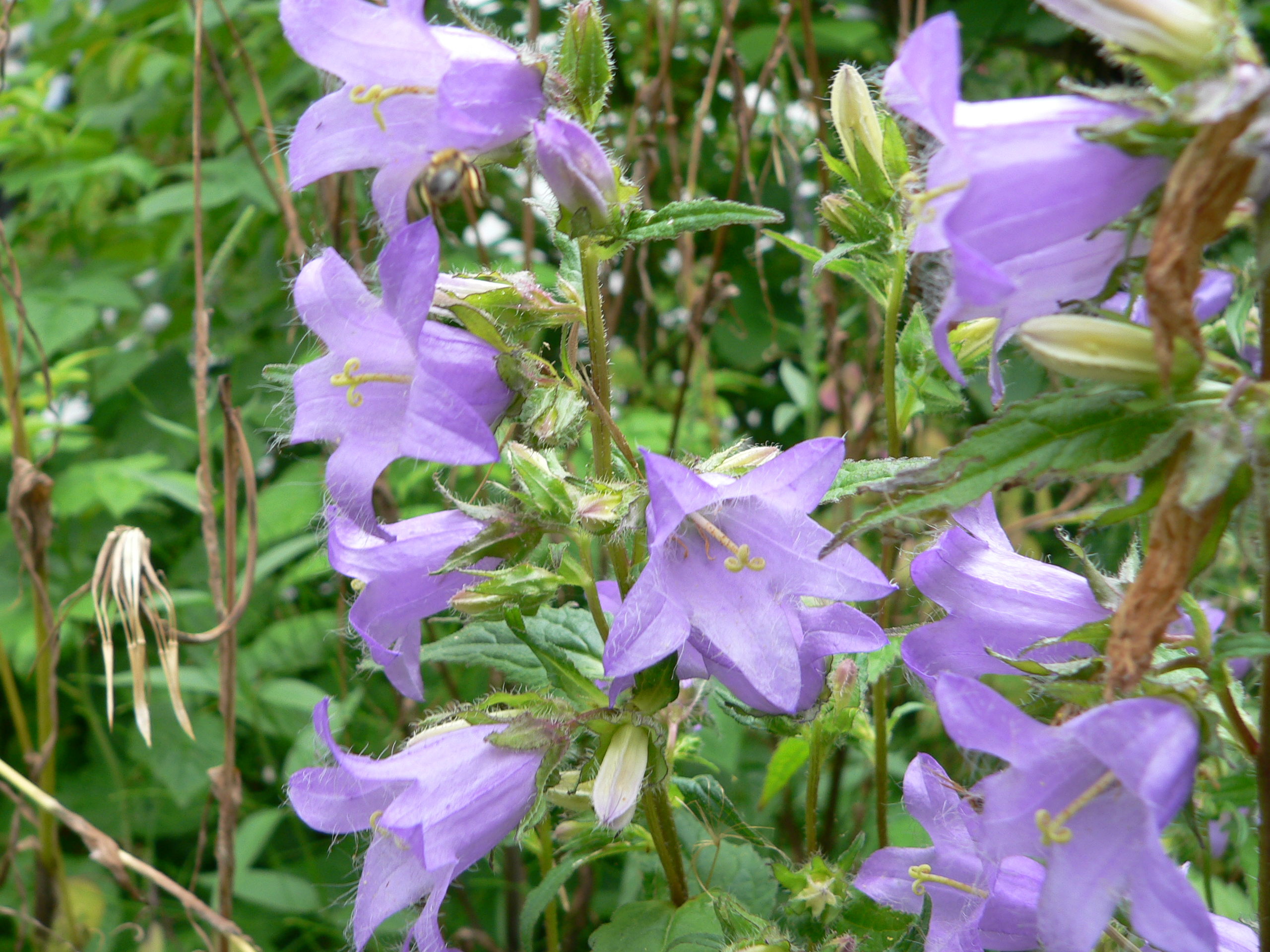
Ruig klokje

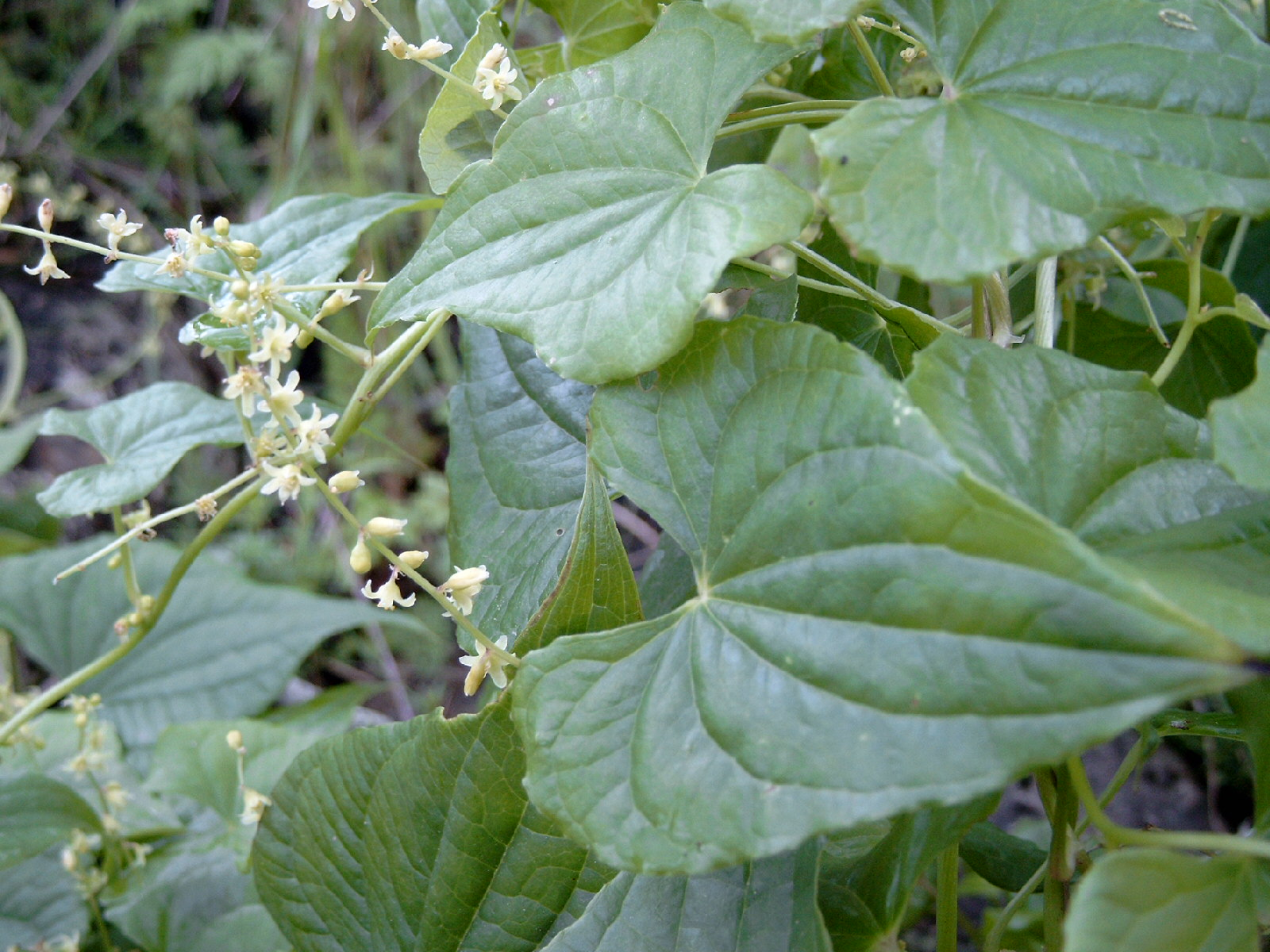
Spekwortel

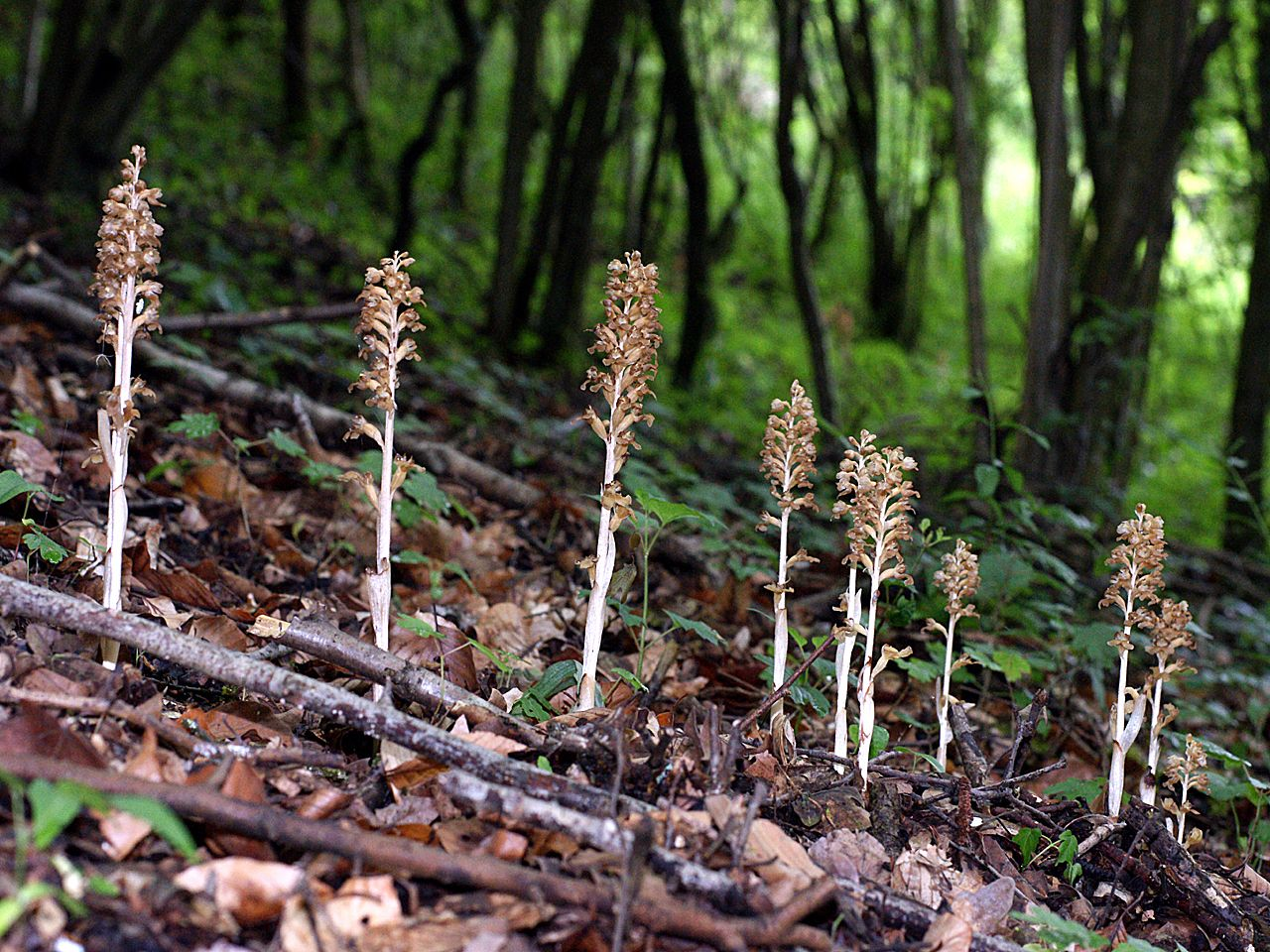
Vogelnestje

Het parelgras-beukenbos heeft voor Vlaanderen geen specifieke kensoorten, enkel een aantal indicatieve kensoorten.
In de boomlaag zijn de beuk, de gewone es en de zomereik frequent voorkomend. De beuk is dikwijls de dominante boomsoort.
De struiklaag is divers, met vooral hazelaar frequent voorkomend en abundant, met daarnaast eenstijlige meidoorn, rode kornoelje en Spaanse aak.
De kruidlaag is zeer divers, met talrijke soorten die ook in het eiken-haagbeukenbos voorkomen. Typische soorten voor het parelgras-beukenbos zijn het naamgevende eenbloemig parelgras en het lievevrouwebedstro, die echter niet steeds voorkomen.
In de onderstaande tabel staan de belangrijkste diagnostische plantentaxa van het parelgras-beukenbos voor Vlaanderen.
Boomlaag
| Kentaxon | Diff.soort | Presentie | Triviale naam  | Botanische naam     | Opmerking |
| -------- | ---------- | --------- | -------------- | ------------------- | --------- |
|          |            | > 80%     | gewone es      | Fraxinus excelsior  |           |
|          |            | > 40%     | beuk           | Fagus sylvatica     |           |
|          |            | > 40%     | zomereik       | Quercus robur       |           |
|          |            | > 20%     | tamme kastanje | Castanea sativa     |           |
|          |            | > 20%     | haagbeuk       | Carpinus betulus    |           |
|          |            | > 20%     | Noorse esdoorn | Acer platanoides    |           |
|          |            | > 20%     | zoete kers     | Prunus avium        |           |
|          |            |           | gewone esdoorn | Acer pseudoplatanus |           |

Struiklaag
| Kentaxon | Diff.soort | Presentie | Triviale naam        | Botanische naam    | Opmerking |
| -------- | ---------- | --------- | -------------------- | ------------------ | --------- |
|          |            | > 40%     | hazelaar             | Corylus avellana   |           |
|          |            | > 40%     | eenstijlige meidoorn | Crataegus monogyna |           |
|          |            | > 40%     | rode kornoelje       | Cornus sanguinea   |           |
|          |            | > 40%     | Spaanse aak          | Acer campestre     |           |
|          |            | > 20%     | eenstijlige meidoorn | Crataegus monogyna |           |
|          |            | > 20%     | gewone vlier         | Sambucus nigra     |           |
|          |            | > 20%     | Gelderse roos        | Viburnum opulus    |           |
|          |            | > 20%     | bosroos              | Rosa arvensis      |           |
|          |            | > 20%     | wilde kardinaalsmuts | Euonymus europaeus |           |

Kruidlaag
| Kentaxon | Diff.soort | Presentie | Triviale naam            | Botanische naam           | Opmerking |
| -------- | ---------- | --------- | ------------------------ | ------------------------- | --------- |
|          |            | > 80%     | klimop                   | Hedera helix              |           |
|          |            | > 60%     | gevlekte aronskelk       | Arum maculatum            |           |
|          |            | > 60%     | geel nagelkruid          | Geum urbanum              |           |
|          |            | > 60%     | grote brandnetel         | Urtica dioica             |           |
|          |            | > 60%     | boskortsteel             | Brachypodium sylvaticum   |           |
|          |            | > 60%     | gewone braam             | Rubus fruticosus          |           |
|          |            | > 40%     | robertskruid             | Geranium robertianum      |           |
|          |            | > 40%     | kleefkruid               | Galium aparine            |           |
|          |            | > 40%     | bosrank                  | Clematis vitalba          |           |
|          |            | > 20%     | groot heksenkruid        | Circaea lutetiana         |           |
|          |            | > 20%     | kruisbes                 | Ribes uva-crispa          |           |
|          |            | > 20%     | look-zonder-look         | Alliaria petiolata        |           |
|          |            | > 20%     | bosandoorn               | Stachys sylvatica         |           |
|          |            | > 20%     | gele dovenetel           | Galeobdolon luteum        |           |
|          |            | > 20%     | heelkruid                | Sanicula europaea         |           |
|          |            | > 20%     | muurhavikskruid          | Hieracium murorum         |           |
|          |            | > 20%     | muursla                  | Mycelis muralis           |           |
|          |            | > 20%     | grote veldbies           | Luzula sylvatica          |           |
|          |            | > 20%     | schaduwgras              | Poa nemoralis             |           |
|          |            | > 20%     | gewone hennepnetel       | Galeopsis tetrahit        |           |
|          |            | > 20%     | gespleten hennepnetel    | Galeopsis bifidus         |           |
|          |            | > 20%     | dauwbraam                | Rubus caesius             |           |
|          |            |           | lievevrouwebedstro       | Galium odoratum           |           |
|          |            |           | eenbloemig parelgras     | Melica uniflora           |           |
|          |            |           | wrangwortel              | Helleborus viridis        |           |
|          |            |           | ruig klokje              | Campanula trachelium      |           |
|          |            |           | spekwortel               | Tamus communis            |           |
|          |            |           | amandelwolfsmelk         | Euphorbia amygdaloides    |           |
|          |            |           | boszegge                 | Carex sylvatica           |           |
|          |            |           | donkersporig bosviooltje | Viola reichenbachiana     |           |
|          |            |           | bosgierstgras            | Milium effusum            |           |
|          |            |           | gewone salomonszegel     | Polygonatum multiflorum   |           |
|          |            |           | bosanemoon               | Anemone nemorosa          |           |
|          |            |           | witte klaverzuring       | Oxalis acetosella         |           |
|          |            |           | wilde hyacint            | Hyacinthoides non-scripta |           |
|          |            |           | vogelnestje              | Neottia nidus-avis        |           |

Moslaag
geen kentaxa

## Biologische Waarderingskaart
In de Biologische Waarderingskaart (BWK) van Vlaanderen en het Brussels Hoofdstedelijk Gewest staat deze associatie bekend als beukenbos met parelgras en lievevrouwebedstro (fm).
Het betreft vooral oude bossen op rijke, kalkhoudende leembodems met een sterk gemineraliseerde humuslaag, gekenmerkt door een zeer rijke voorjaarsflora gedomineerd door lievevrouwebedstro en eenbloemig parelgras. De boomlaag bestaat vooral uit beuk.
Dit vegetatietype staat gewaardeerd als 'Biologisch zeer waardevol'.